# Batthyány tér metróállomás
A Batthyány tér a budapesti M2-es metróvonal egyik, a budai oldalon lévő állomása a Kossuth Lajos tér és a Széll Kálmán tér között.
A megállót 1972. december 22-én adták át a M2-es metróvonal II. szakaszán a szentendrei HÉV föld alatti hosszabbításával együtt. Ezzel a Batthyány tér igazi multimodális csomóponttá alakult, népszerű átszállóhellyé vált. A forgalmat tovább növelte a Batthyány téri vásárcsarnoknak a kor elvárásaihoz képest nívós és széles áruválasztékú élelmiszer-áruházzá való átalakítása.
A megállót eredetileg három mozgólépcső szolgálta ki, azonban a jelentősen megnövekedett forgalom miatt egy idő után mindhárom mozgólépcsőt folyamatosan üzemeltetni kellett. Ez az üzemmód a mechanika gyors elhasználódásához vezetett, és mivel nem volt tartalék, meghibásodás esetén igen nehezen kezelhető forgalmi helyzetek alakultak ki. A felújítás során ezért 4 db, keskenyebb lépcső beépítésére került sor.
Emellett a felújítás során (csakúgy, mint az egész M2-es vonalon) az állomás világítását lényegesen javították, az utasterek – a lehetőségekhez képest – tágasabbak, tetszetősebbek lettek.
Az állomásra vezető mozgólépcsők (immár 4 db) a tér alatti aluljáróból indulnak ki a HÉV-pénztár és a buszállomáshoz a felszínre vezető mozgólépcsők közötti térből, az átkötő aluljáró meghosszabbításában. A metrókijáratot balra közvetlen széles folyosó kapcsolja a H5-ös HÉV déli végállomásához.

## Üzemszünetek, forgalomkorlátozások
Az állomást 2013 júniusában az áradó Duna miatt néhány napra le kellett zárni.

## Galéria

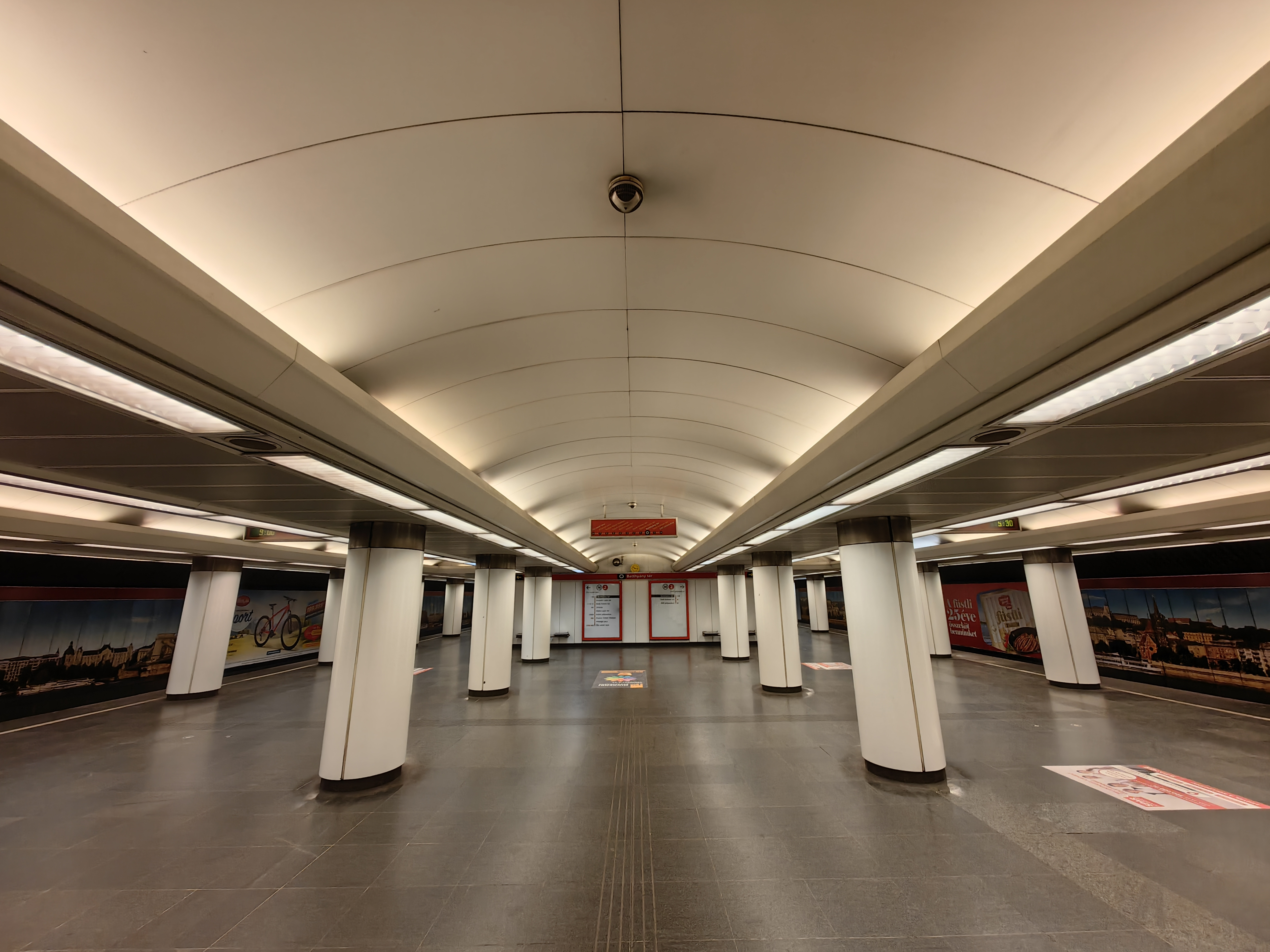
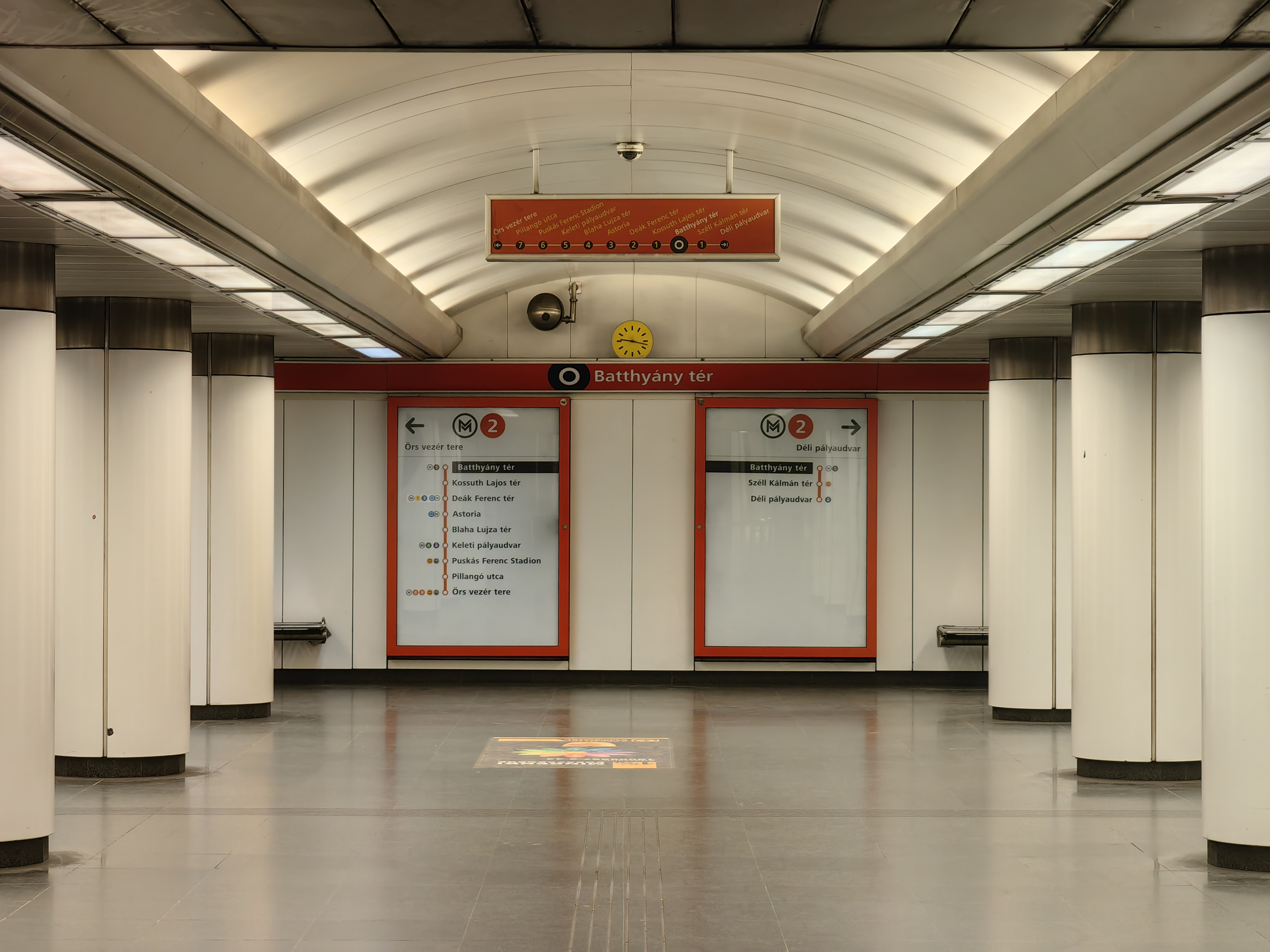
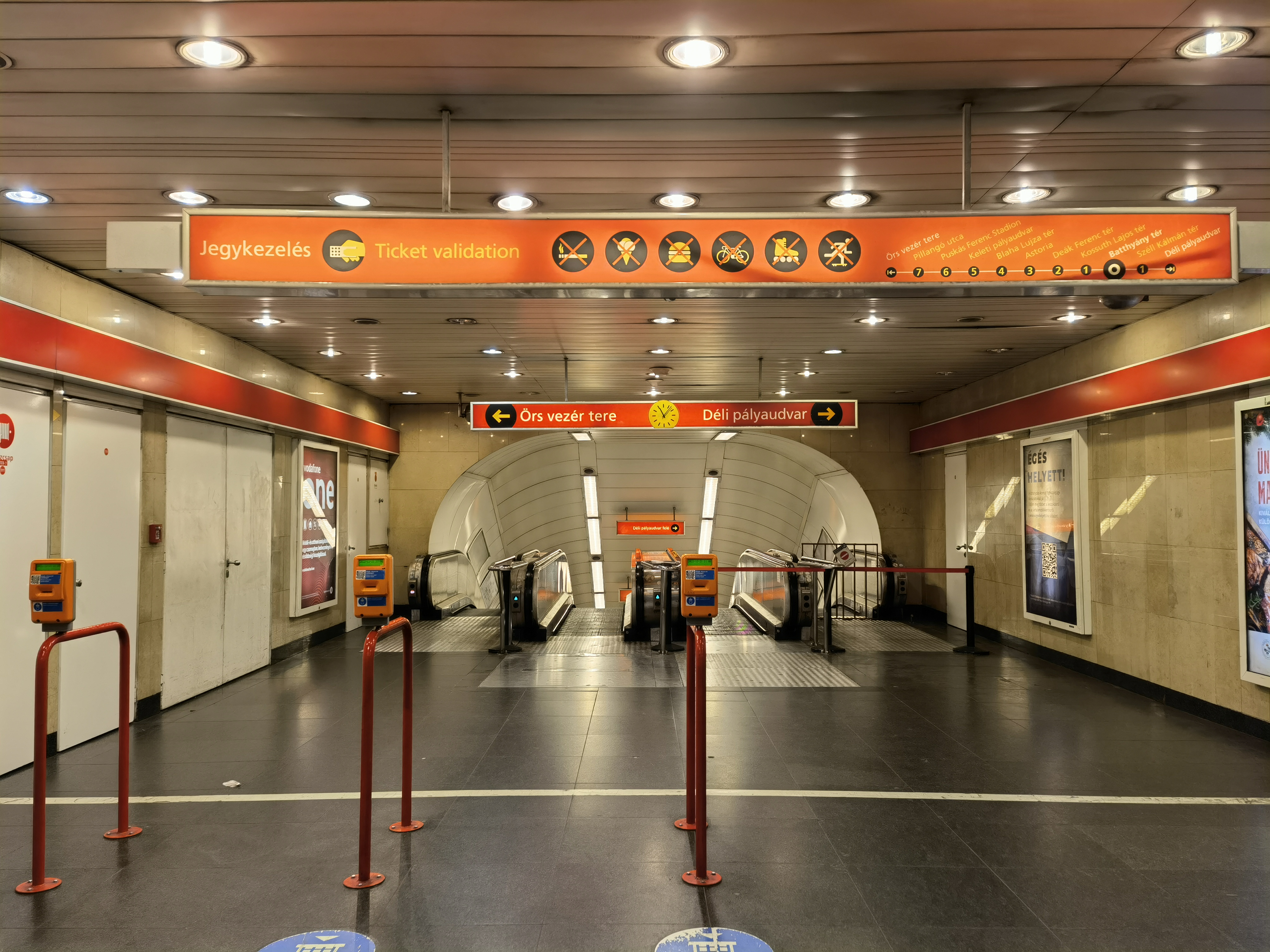

## Átszállási kapcsolatok
| Batthyány tér | 19, 41 11, 39, 111 | Batthyány téri vásárcsarnok, HÉV-állomás, Szent Anna templom, Erzsébet-apácák kolostora és temploma, Öntödei Múzeum, Nemzeti Fejlesztési Minisztérium |